# Konstanze Burkard
Konstanze Burkard (* 20. Jahrhundert) ist eine deutsche Regisseurin, Drehbuchautorin und Filmproduzentin.

## Filmografie
- 2009: Auschwitz war auch meine Stadt[1] Drei Zeitzeugen erzählen im WDR-Fernsehen, wie aus der Stadt Oświęcim die „deutsche Musterstadt“ Auschwitz wurde
- 2011: Jazz für die Russen – To Russia with Jazz
- 2011: Helden der Sowjetunion
- 2012: Verwundete Seelen
- 2013: Die Bayer-Story
- 2015: Die Löwin vom Nil
- 2015: Ukraine – Grenzland zwischen Ost und West